# Syndrome de Lazare
 (mai 2010).
Si vous disposez d'ouvrages ou d'articles de référence ou si vous connaissez des sites web de qualité traitant du thème abordé ici, merci de compléter l'article en donnant les références utiles à sa vérifiabilité et en les liant à la section « Notes et références ».
Le syndrome de Lazare est un terme décrivant les difficultés spécifiques auxquelles doivent faire face les sujets qui ont pu être confrontés à la certitude de leur propre mort, mais qui ont finalement survécu. Il ne doit pas être confondu avec le signe de Lazare (mouvement réflexe) et avec le phénomène de Lazare (phénomène cardiaque).
Le psychiatre Patrick Clervoy a utilisé ce terme pour décrire ce qui se passe en cas de traumatisme psychique. Il décrit les situations de changement radical d’existence que connaissent ceux qui ont traversé un événement traumatique. Ceux qui ne sont plus les mêmes au sortir d’une épreuve pendant laquelle ils ont pensé – et parfois leur entourage aussi – qu’ils allaient mourir. Les rescapés, les otages, les victimes d’accident peuvent chacun, une fois revenus parmi les vivants, vivre ces bouleversements et devront assumer cette modification singulière et spécifique de la relation entre eux – qui ont un moment cru qu’ils allaient mourir – et les autres qui s’étaient résignés à l’idée de les perdre. Ainsi, le syndrome de Lazare désigne un ensemble de manifestations qui opèrent un dérèglement relationnel prolongé entre une personne qui a traversé une épreuve traumatique et son environnement social, familial et professionnel.
Le terme est également utilisé au cours des maladies du corps, notamment en cancérologie.